# Deveti maj, Niš
Deveti maj (izvirno srbsko Девети мај) je naselje v Srbiji, ki upravno spada pod Občino Palilula; slednja pa je del Niškega upravnega okraja.
Naselje Deveti maj, ki se je do začetka leta 1990 imenovalo Novo Selo je predmestno naselje mesta Niš. Naselje leži na  aluvijalni terasi rek Južna Morava in Nišava, oddaljeno okoli 6 km zahodno od centra Niša.

## Demografija
V naselju živi 3295 polnoletnih prebivalcev, pri čemer je njihova povprečna starost 36,3 let (35,8 pri moških in 36,7 pri ženskah). Naselje ima 1292 gospodinjstev, pri čemer je povprečno število članov na gospodinjstvo 3,33.
To naselje je, glede na rezultate popisa iz leta 2002, večinoma srbsko, a v času zadnjih 3 popisov je opazen porast števila prebivalcev.
|  |

| Demografija | Demografija     | Demografija     |
| Leto        | Št. prebivalcev | Št. prebivalcev |
| ----------- | --------------- | --------------- |
|             |                 |                 |
|             |                 |                 |
|             |                 |                 |
|             |                 |                 |
| 1948        | 607             |                 |
| 1953        | 630             |                 |
| 1961        | 746             |                 |
| 1971        | 1412            |                 |
| 1981        | 2976            |                 |
| 1991        | 3689            | 3619            |
| 2002        | 4520            | 4305            |
|             |                 |                 |

| Etnična sestava po popisu iz leta 2002 | Etnična sestava po popisu iz leta 2002 | Etnična sestava po popisu iz leta 2002 | Etnična sestava po popisu iz leta 2002 | Etnična sestava po popisu iz leta 2002 |
| -------------------------------------- | -------------------------------------- | -------------------------------------- | -------------------------------------- | -------------------------------------- |
| Srbi                                   | Srbi                                   |                                        | 4.160                                  | 96,63%                                 |
| Romi                                   | Romi                                   |                                        | 24                                     | 0,55%                                  |
| Črnogorci                              | Črnogorci                              |                                        | 18                                     | 0,41%                                  |
| Makedonci                              | Makedonci                              |                                        | 11                                     | 0,25%                                  |
| Bolgari                                | Bolgari                                |                                        | 10                                     | 0,23%                                  |
| Jugoslovani                            | Jugoslovani                            |                                        | 6                                      | 0,13%                                  |
| Hrvati                                 | Hrvati                                 |                                        | 5                                      | 0,11%                                  |
| Ukrajinci                              | Ukrajinci                              |                                        | 1                                      | 0,02%                                  |
| Madžari                                | Madžari                                |                                        | 1                                      | 0,02%                                  |
| Neznano                                | Neznano                                |                                        | 55                                     | 1,27%                                  |